# Sigmund Aichhorn
Sigmund Aichhorn (* 19. November 1814 in Wien; † 29. November 1892 in Graz) war ein österreichischer Geologe und Paläontologe.
Aichhorn wurde 1839 an der Universität Wien zum Dr. med. promoviert, 1842 zum Dr. med. et. chir. Von 1839 bis 1845 war er Assistent an der Professur für spezielle Naturgeschichte (Mineralogie und Zoologie) der Universität Wien. Seit 1845 lehrte er Naturgeschichte und Geographie an der Realschule in Graz, seit 1847 Mineralogie und Geognosie an der Technischen Hochschule am Joanneum, ab 1858 war er zugleich Direktor der Oberrealschule in Graz. 1875 wurde er pensioniert, leitete aber noch bis 1890 das Mineralogische Museum sowie die botanischen und zoologischen Sammlungen des Joanneums.
Aichhorn beschäftigte sich mit subfossilen Funden aus Höhlen und vergrößerte die naturwissenschaftlichen Sammlungen des Joanneums, darunter auch die paläontologische Sammlung.
1867 erhielt er das Ritterkreuz des österreichischen Franz-Joseph-Ordens, 1890 wurde er Ehrenmitglied des Naturwissenschaftlichen Vereines für Steiermark.

## Veröffentlichungen (Auswahl)
- Charaktere der höheren systematischen Einheiten des Thierreiches. Graz 1846.
- Einleitung in das Studium der Naturgeschichte, für Anfänger bearbeitet. Graz 1846. 3. Auflage 1862.
- Anleitung zur Flächenzeichnung einfacher Krystallgestalten. Wien 1855 (Digitalisat).
- Das Mineralien-Kabinet am steierm. Joanneum zu Gratz mit besonderer Berücksichtigung der mineralogischen Schausammlung. Graz 1855 (Digitalisat).
- Geographische Vertheilung des Schiefer-, Schicht- und Massen-Gebirges in Steiermark. Graz 1856.
- Uebersicht der Schau-Sammlungen im naturhistorischen Museum des steiermärkisch-landschaftlichen Joanneums zu Graz. Graz 1880.